# Phil Harris
Phil Harris, all'anagrafe Wonga Philip Harris (Linton, 24 giugno 1904 – Rancho Mirage, 11 agosto 1995), è stato un attore, musicista e doppiatore statunitense.

## Biografia
Phil Harris nacque a Linton il 24 giugno 1904. A partire dagli anni trenta, iniziò la sua carriera di attore e doppiatore. Nel 1950 il suo singolo The Thing raggiunse la prima posizione nella Billboard Hot 100 per quattro settimane. Celebre è il suo doppiaggio del personaggio dell'orso Baloo ne Il libro della giungla (1967). Doppiò anche Romeo ne Gli Aristogatti (1970) e Little John in Robin Hood (1973) . Morì a Rancho Mirage l'11 agosto 1995, all'età di 91 anni, a causa di un arresto cardiaco.

## Vita privata
Si sposò due volte: nel 1927 con l'attrice Marcia Ralston, con la quale adottò un bambino, Phil Harris Jr., divorziando nel 1940; poi nel 1941 con l'attrice Alice Faye con la quale rimase fino alla morte e dalla quale ebbe due figlie: Alice (1942) e Phyllis (1944).

## Filmografia parziale

### Cinema
- La crociera delle ragazze (Melody Cruise), regia di Mark Sandrich (1933)
- La Venere di Chicago (Wabash Avenue), regia di Henry Koster (1950)
- È arrivato lo sposo (Here Comes the Groom), regia di Frank Capra (1951) - non accreditato
- Nagasaki (The Wild Blue Yonder), regia di Allan Dwan (1951)
- Prigionieri del cielo (The High and the Mighty), regia di William A. Wellman (1954)
- Quadriglia d'amore (Anything Goes), regia di Robert Lewis (1956)
- Addio, lady (Good-bye, My Lady), regia di William A. Wellman (1956)
- Letti separati (The Wheeler Dealers), regia di Arthur Hiller (1963)
- Jerry 8¾ (The Patsy), regia di Jerry Lewis (1964)
- Il libro della giungla (The Jungle Book) (1967) - voce
- Gli Aristogatti (The Aristocats) (1970) - voce
- Lo chiamavano Sergente Blu (The Gatling Gun), regia di Robert Gordon (1971)
- Robin Hood, regia di Wolfgang Reitherman (1973) - voce
- Eddy e la banda del sole luminoso (Rock-A-Doodle), regia di Don Bluth, Gary Goldman (1991) - voce

### Televisione
- Saturday Spectacular: Manhattan Tower - film TV (1956)
- La legge di Burke (Burke's Law) – serie TV, episodi 1x08-2x02 (1963-1964)
- Ben Casey – serie TV, episodio 3x19 (1964)

## Doppiatori italiani
Nelle versioni in italiano dei suoi lavori, Phil Harris è stato doppiato da:
- Giorgio Capecchi in Prigionieri del cielo, Addio, lady
- Manlio Busoni in Letti separati
- Riccardo Mantoni in Jerry 8¾[1]

Da doppiatore è stato sostituito da:
- Pino Locchi ne Il libro della giungla e Robin Hood (parti parlate)
- Tony De Falco ne Il libro della giungla e Robin Hood (parti cantate)
- Renzo Montagnani ne Gli Aristogatti
- Sandro Sardone in Eddy e la banda del sole luminoso